# Tampuche
Tampuche är en ort i Mexiko.   Den ligger i kommunen Pánuco och delstaten Veracruz, i den östra delen av landet, 300 km norr om huvudstaden Mexico City. Tampuche ligger 8 meter över havet och antalet invånare är 557.
Terrängen runt Tampuche är mycket platt. Runt Tampuche är det ganska glesbefolkat, med 32 invånare per kvadratkilometer. Närmaste större samhälle är Pánuco, 3,9 km sydväst om Tampuche. Trakten runt Tampuche består till största delen av jordbruksmark.